# Labou Vallis
Labou Vallis é um vale no quadrângulo de Memnonia em Marte, localizado a 8.7° latitude sul e 154.5° longitude oeste.  Ele possui 222 km de extensão e recebeu o nome de uma palavra francesa para Marte.  Labou Vallis possui riscas escuras nos desliladeiros em suas paredes. Especula-se que as riscas sejam material escuro exposto pela poeira mais clara se movendo desfiladeiro abaixo durante uma avalanche. 